# Джеймс Хетфийлд
Джеймс Алан Хетфийлд (на английски: James Alan Hetfield) е американски метъл музикант, певец и китарист, роден на 3 август 1963 в Дауни Калифорния, САЩ.
Хетфийлд е прочут като фронтмен, вокалист и ритъм китарист на американската метъл група „Металика“, като същевременно е и неин съосновател, заедно с датския барабанист Ларс Улрих. Реализирането на общите с Улрих идеи довеждат до съществени промени в развитието на метъл музиката и определят нови стандарти в жанра. Двамата са с голям принос за зараждането траш метъла, за чиято официална рождена дата се смята издаването на дебютния албум на „Металика“ Kill 'Em All (1983). Стилът на пеене на Хетфийлд е силов и енергичен, а иновативните му китарни рифове са образец за много групи-последователи. Хетфийлд е основен композитор (заедно с Улрих) и текстописец на групата, а в някои от песните изпълнява и партиите на соло китарата, които обикновено са приоритет на Кърк Хамет.

## Биография
Джеймс Хетфийлд е роден в град Дауни (край Лос Анджелис), Калифорния в семейството на шофьора на камион Върджил Ли Хетфийлд и оперната певица Синтия Басет, и двамата силно вярващи последователи на Християнска наука. Заради вярванията си те упорито отказват употребата на каквито и да било лекарства, което продължава, дори когато майка му се разболява от рак, станал причина за смъртта ѝ още в тийнейджърските години на Джеймс.
На 9-годишна възраст Джеймс взима първите си уроци по пиано, но не продължават дълго. Брат му Дейвид го увлича по барабаните, с които Джеймс се занимава известно време, преди в крайна сметка да избере китарата в ранна тийнейджърска възраст. Вдъхновен от любимите си групи „Блек Сабат“, „Тин Лизи“, „Бийтълс“, „Венъм“, „Лед Цепелин“ и „Дийп Пърпъл“ Джеймс решава да сформира своята първа рок група, наречена „Обсешън“ (Obsession).
Малко по-късно Джеймс се мести в градчето Бреа, Калифорния, записвайки се в местното училище, където среща барабаниста Джим Мълиган. Двамата често свирят по време на училищната обедна почивка, с което привличат интереса на някои свои съученици, сред които китаристът Хю Тенър, който скоро се присъединява към двамата ентусиасти, впечатлен от тежкия саунд, практикуван от Джеймс и Джим. Триото решава да сформира метъл група, която получава названието „Фантъм Лорд“ (Phantom Lord) (вдъхновило по-късно Хетфийлд при написването на едноименната песен от албума на „Металика“ Kill 'Em All). Джеймс се заема с ритъм китарата и вокалите. През групата минават редица басисти, но никой от тях не се задържа за дълго. След завършване на училището Джеймс се връща в Дауни и групата остава история.
В родния си град Хетфийлд отново се събира с приятеля си Рон Макговни, с когото сформират поредната група – „Ледър Чарм“ (Leather Charm). Старите членове на Фантъм Лорд Тенър и Мълиган също се присъединяват, а Хетфийлд този път изпълнява само вокалите. Групата репетира в стара изоставена къща на родителите на Макговни, която е обявена за събаряне, тъй като мястото влиза в плановете за изграждане на нова магистрала. Четиримата свирят предимно хардрок и ранен хевиметъл, като в програмата им влизат много кавър версии на редица известни групи като „Айрън Мейдън“ и „Тин Лизи“. Момчетата изнасят няколко любителски концерта на различни партита и дори успяват да запишат едно демо, но не след дълго групата се разпада, след като първо китаристът Тенър, а после и барабанистът Мълиган напускат и се присъединяват към нови формации.
Джеймс не се отказва и решава да намери нови музиканти за неговата група, когато един ден попада на обява в местен вестник, чрез която датският имигрант и барабанист Ларс Улрих търси желаещи за сформирането на нестандартна рок група. Прослушването на Ларс се оказва неуспешно, но след няколко месеца той успява да запази място за песен в сборен албум. Веднага звънва на Хетфийлд, при което неговата реакция е ДА, ИДВАМ ВЕДНАГА и се сформира първият състав на „Металика“. Песента, която записват, се казва „Hit the Lights“, която в малко по-изменен вид участва в първия албум на групата. На по-късен етап към тях се присъединяват басистът на предната група на Хетфийлд Рон Макгавни и соло китаристът Дейв Мъстейн. В началото Хетфийлд желае да се заеме само с ритъм китарата, а за вокалист да се намери друг, но никой от изпробваните кандидати не удовлетворява момчетата, което принуждава Джеймс да се заеме и с пеенето.
През 1992 година по време на концерт от турнето на „Металика“ с „Гънс Ен' Роузис“ Хетфийлд попада сред пламъците на неправилно поставен пироефект на сцената, което довежда до сериозни изгаряния 3-та степен по лявата му ръка, принуждавайки групата да продължи турнето с привикания на помощ гост китарист от „Метъл Чърч“ Джон Маршал. Хетфийлд завършва оставащите концерти, изпълнявайки само вокалите.
Сред най-големите проблеми на Хетфийлд е алкохолът, който той поглъща в огромни количества. През 2001 година постъпва в клиника за алкохолици, където престоява 11 месеца, през които бъдещето на групата е поставено под въпрос. След завършването на лечението Джеймс все пак се завръща в Metallica и заедно с останалите членове започва записи по новия албум на групата „St. Anger“, който излиза през 2003, придружен с филма „Some Kind of Monster“, показващ процеса по записване на албума.

## Семейство
Жени се за дългогодишната си приятелка Франческа на 17 август 1997 г. Има 3 деца от нея – Кали, Кастор и Марсела Франческа.